# Ершов, Владимир Данилович
Влади́мир Дани́лович Ершо́в (1 июля 1949,  Ростов-на-Дону — 1 ноября 2018, Ростов-на-Дону) — российский поэт, один из основателей творческого объединения «Заозёрная школа», художник.

## Биография
Родился 1 июля 1949 года. Отец: военно-морской офицер, капитан второго ранга.
Работал монтажником на строительстве Кольской атомной электростанции, фрезеровщиком на заводе в Ростове-на-Дону, строителем в Москве, матросом на Дону и Мурманске, художником в молодёжной газете, художником-декоратором в ростовском ТЮЗе, сторожем, рабочим на археологических раскопках в Танаисе. Проживал в Ростове-на-Дону в центре в весьма простых условиях и Танаисе, где выступил одним из основателей поэтической группы «Заозёрная школа»
(Геннадий Жуков, Владимир Ершов, Игорь Бондаревский, Виталий Калашников, Александр Брунько).

## Творчество
В 1990 г. в Ростиздате был выпущен единственный на сегодняшний день сборник поэзии «заозёрцев» «Ростовское время», ставший одной из первых попыток создания антологии поэзии южнороссийского андеграунда.
Владимир Данилович Ершов начал публиковаться с 1968 года. Печатался в газетах Мурманска, Архангельска, Ростова-на-Дону, в центральной прессе. (в том числе, поэтический сборник «Капля света») в сборнике «Ростовское время»; журнале «Дон», альманахах «Ковчег», «Южная звезда» и других изданиях. В 2008 году в свет вышел сборник его стихов «Соло на клаксоне». Публиковался на сайте «Поэзия. Ру». Как художник-керамист являлся участником ряда выставок на родине и за рубежом. Его работы хранятся в музеях России, Чехии, Японии, в частных коллекциях по всему миру.

## Личная жизнь
Отец двух дочерей. Елена Ершова проживает в Ростове-на-Дону. Ксения Ершова работает зубным техником, занимается диджеингом. Внук Никита Овсянников занимается музыкой, стихами; выпускает треки под псевдонимом KinGo.

## Награды
Награждён медалью «Столетие подводных сил России».